# Sebeș, Mureș
Sebeș este un sat în comuna Rușii-Munți din județul Mureș, Transilvania, România.

## Imagini

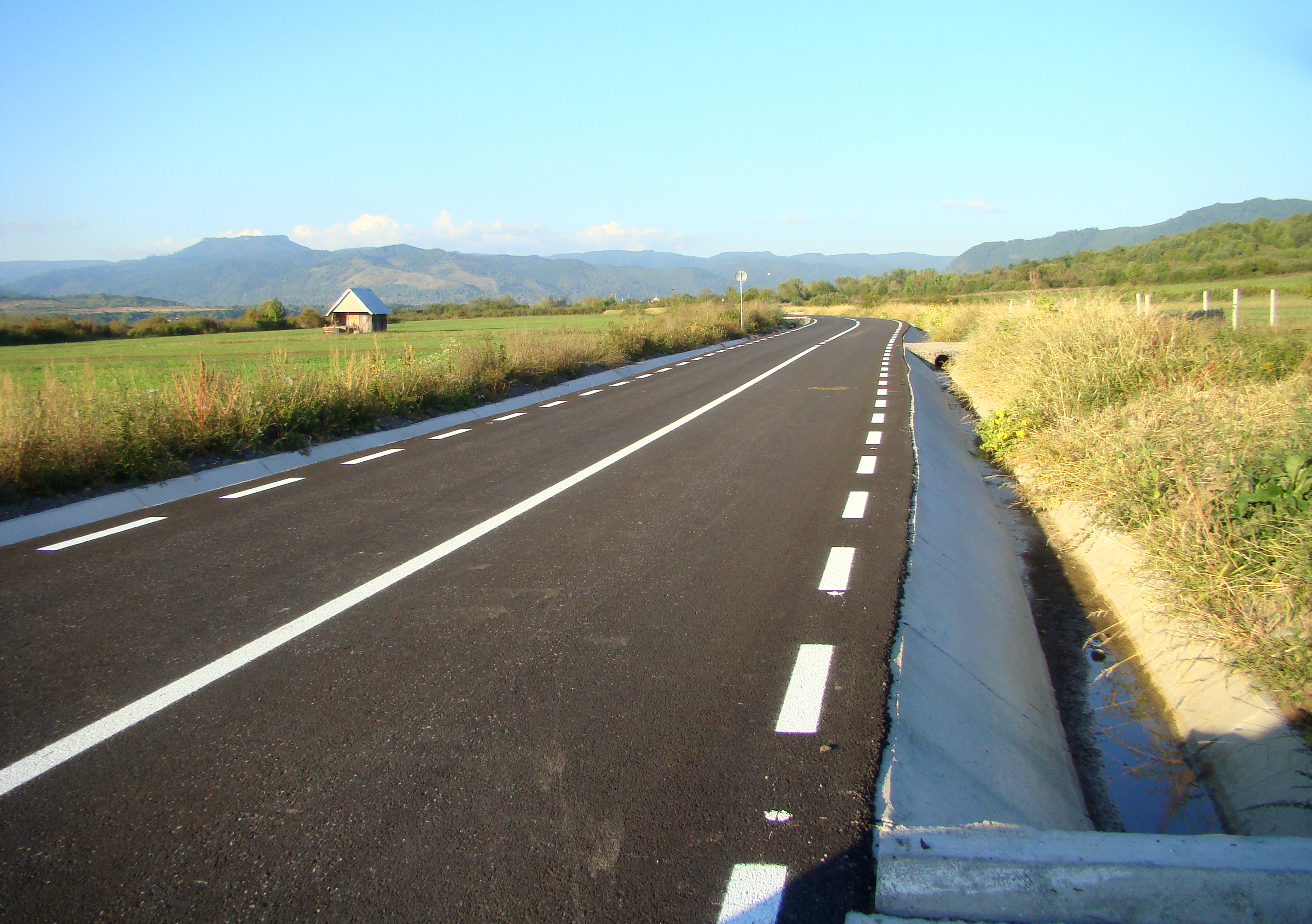
Drumul spre satul Sebeș
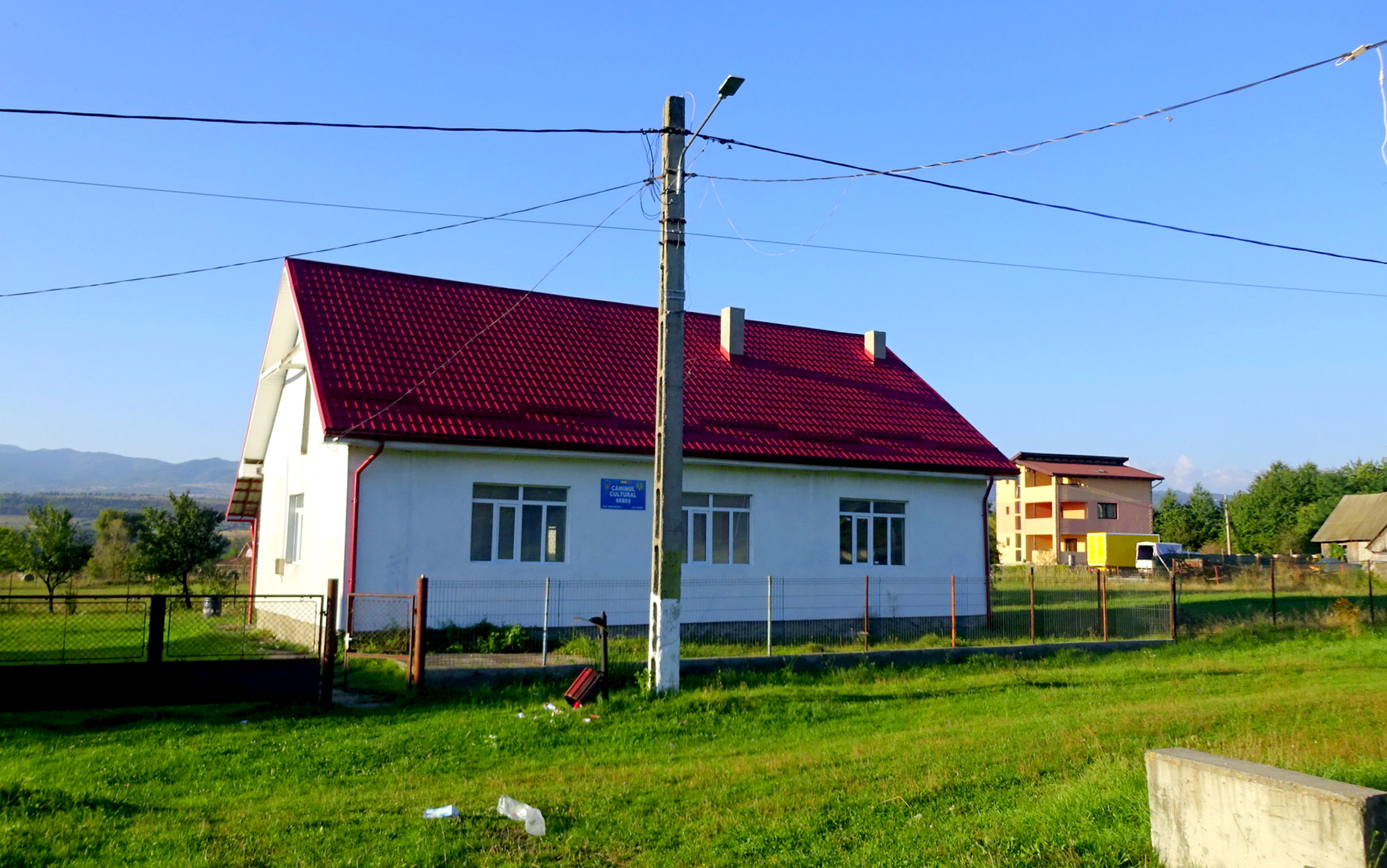
Căminul cultural
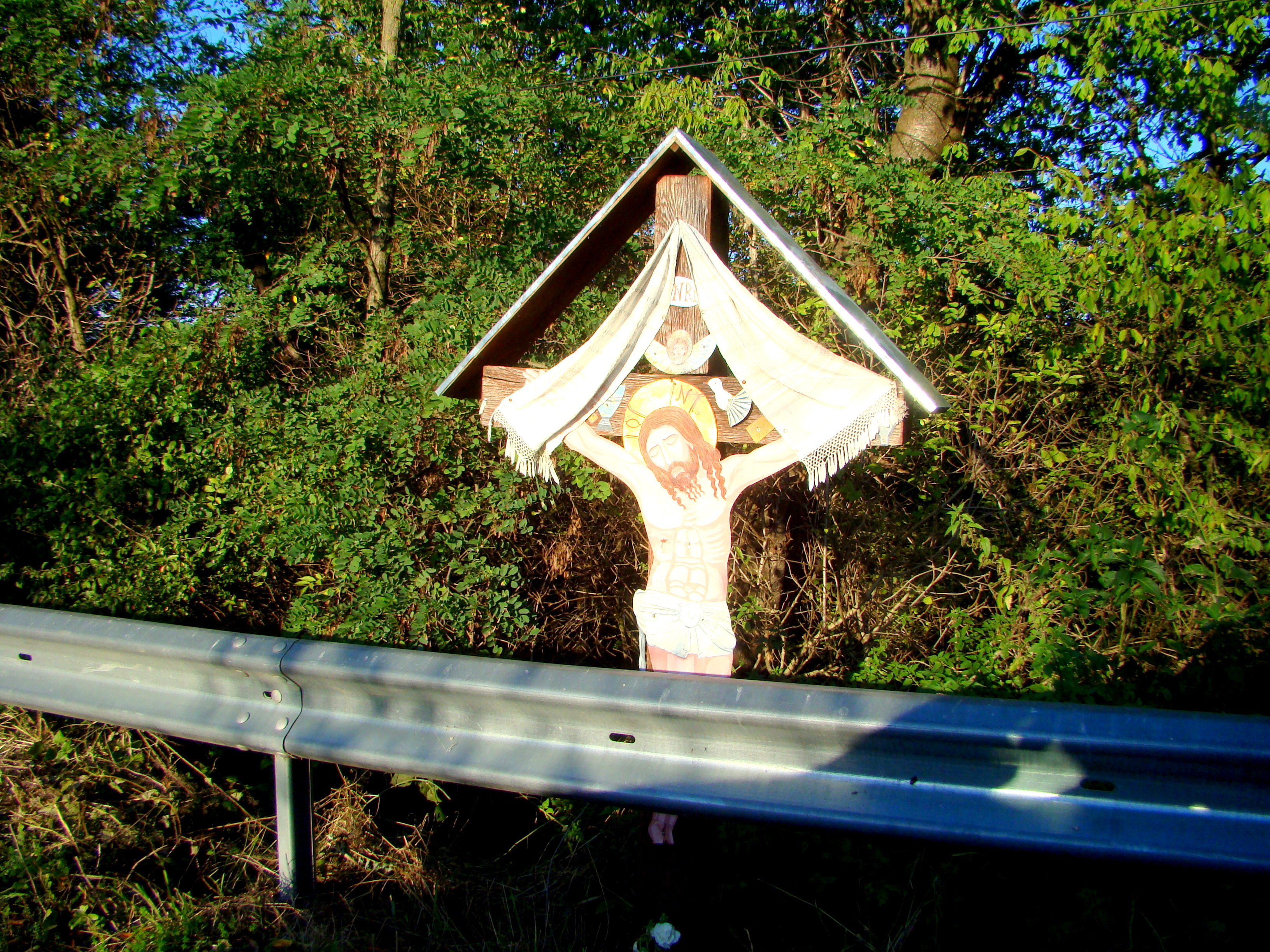
Troița
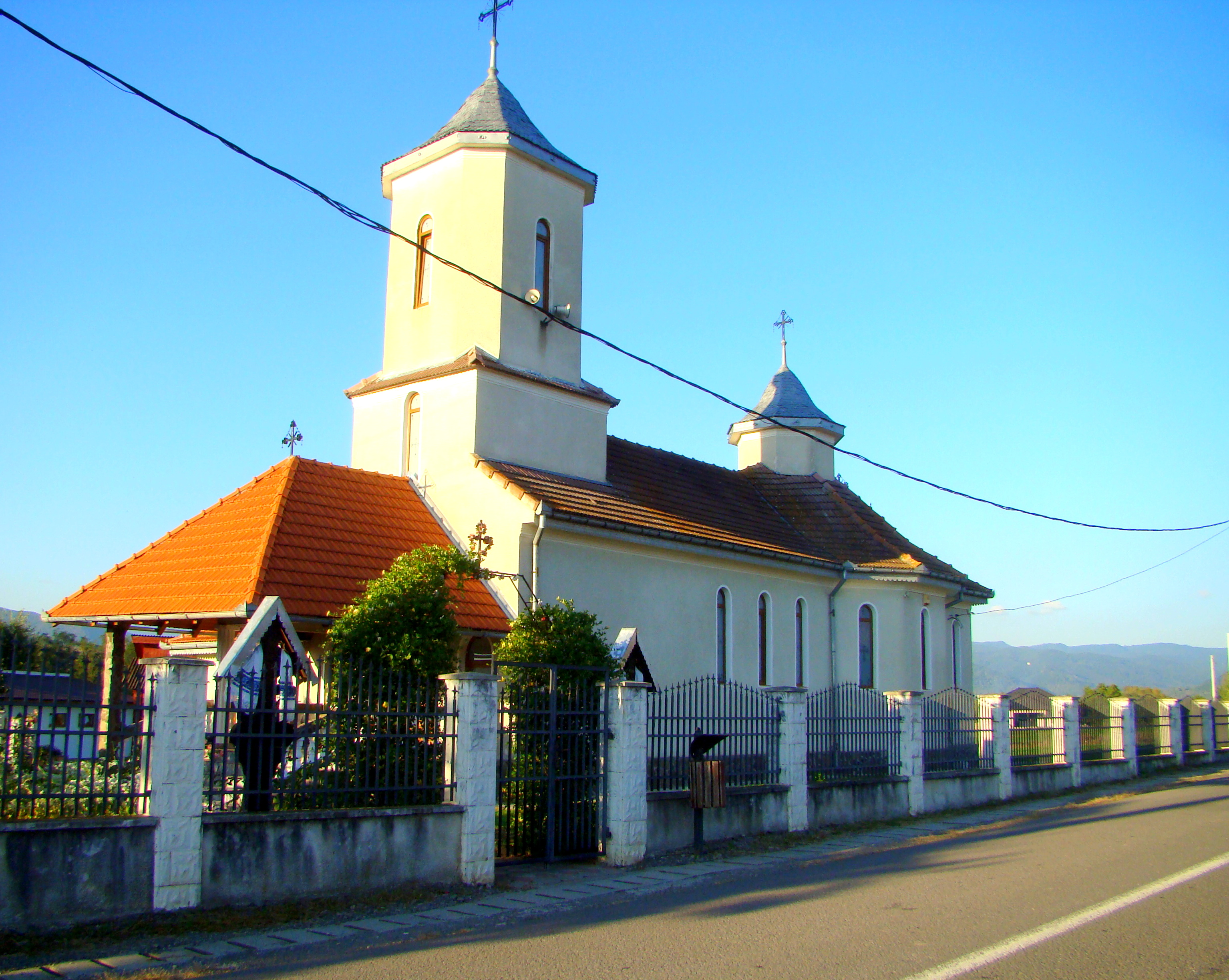
Biserica ortodoxă
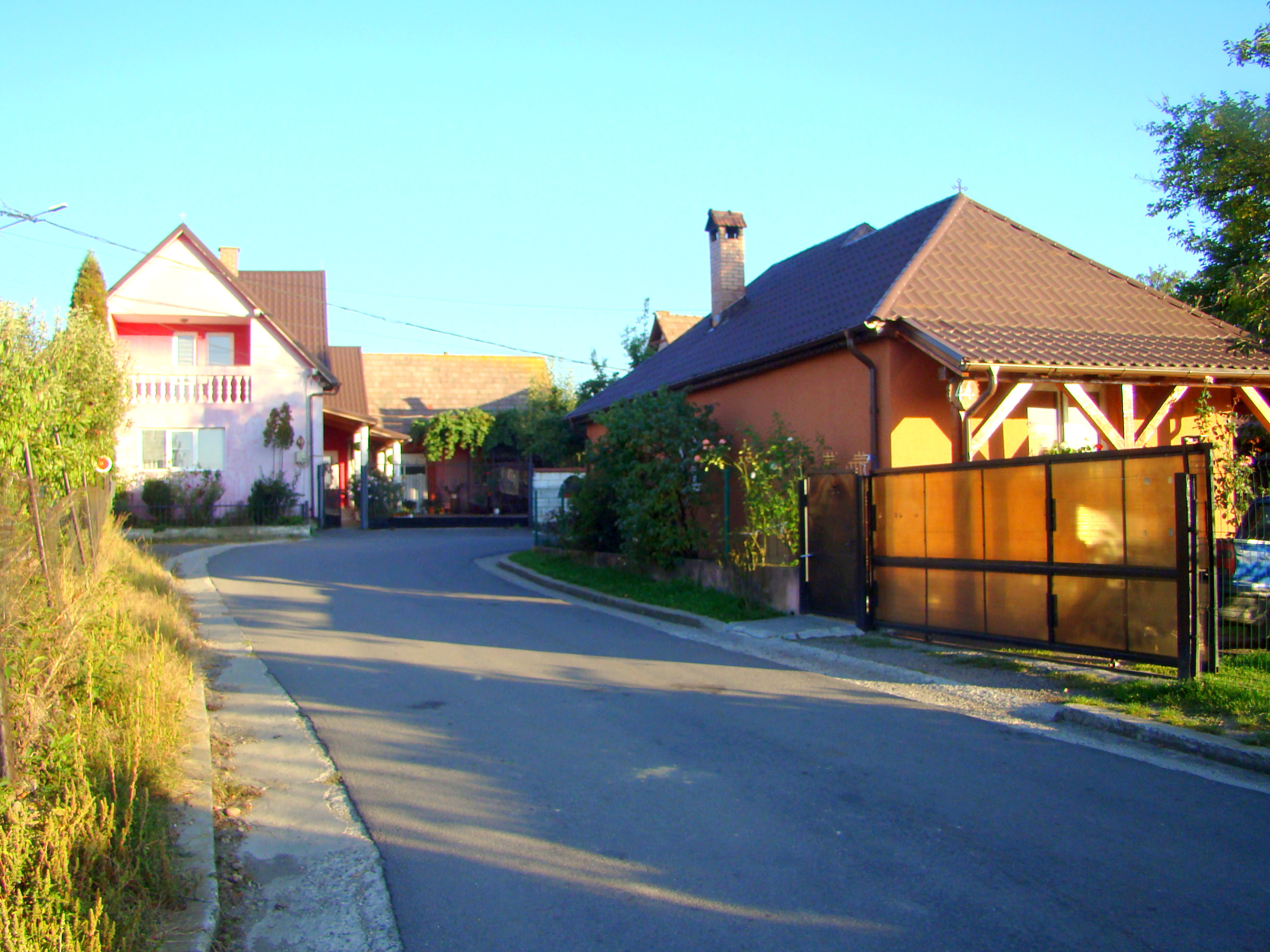
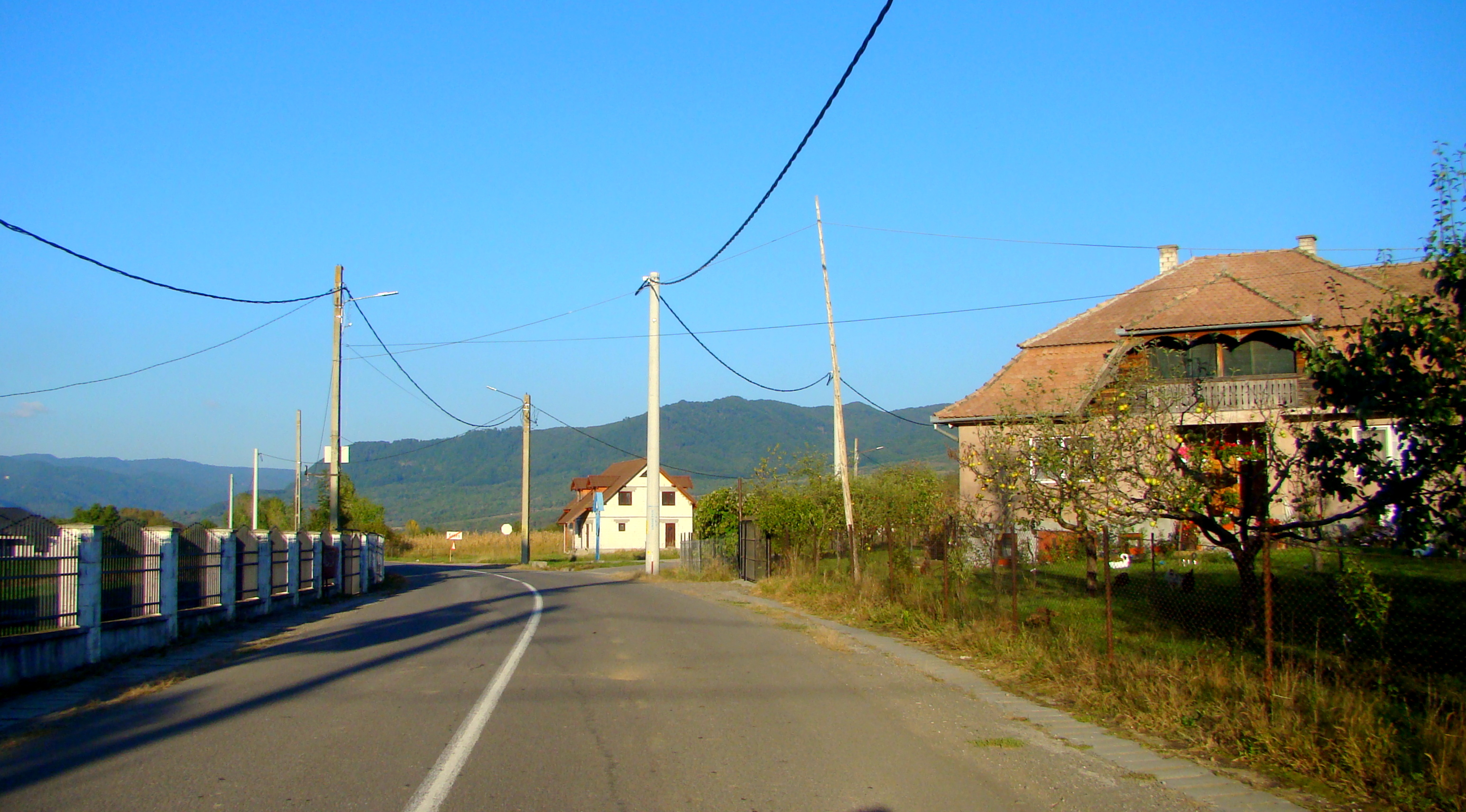
Ieșirea spre Deda